# Franco Marini
Franco Marini (n. 9 aprilie 1933, San Pio delle Camere, Abruzzo, Italia – d. 9 februarie 2021, Roma, Italia) a fost un sindicalist și politician italian, membru al Parlamentului European în perioada 1999-2004 din partea Italiei.